# هارييت إي. جايلز
هارييت إي. جايلز (بالإنجليزية: Harriet E. Giles)‏ هي مُدرسة أمريكية، ولدت في 1828، وتوفيت في 12 نوفمبر 1909.

## وصلات خارجية
- هارييت إي. جايلز على موقع الموسوعة البريطانية (الإنجليزية)